# Crouttes
Pour l’article ayant un titre homophone, voir Croûte.
Pour la commune de l'Aisne, voir Crouttes-sur-Marne.
Crouttes est une commune française, située dans le département de l'Orne en région Normandie, peuplée de 304 habitants.

## Géographie
La commune est située dans le pays d'Auge.

### Hydrographie
La commune est située dans le bassin Seine-Normandie. Elle est drainée par la Monne, le ruisseau de Crouttes, le cours d'eau 01 de la Mousselière, le fossé 01 de la commune de Vimoutiers, le fossé 01 de la Tertrière, le ruisseau de la Redoutière et un autre petit cours d'eau,.
La Monne, d'une longueur de 15 km, prend sa source dans la commune du Renouard et se jette  dans la Vie à Val-de-Vie, après avoir traversé cinq communes. 

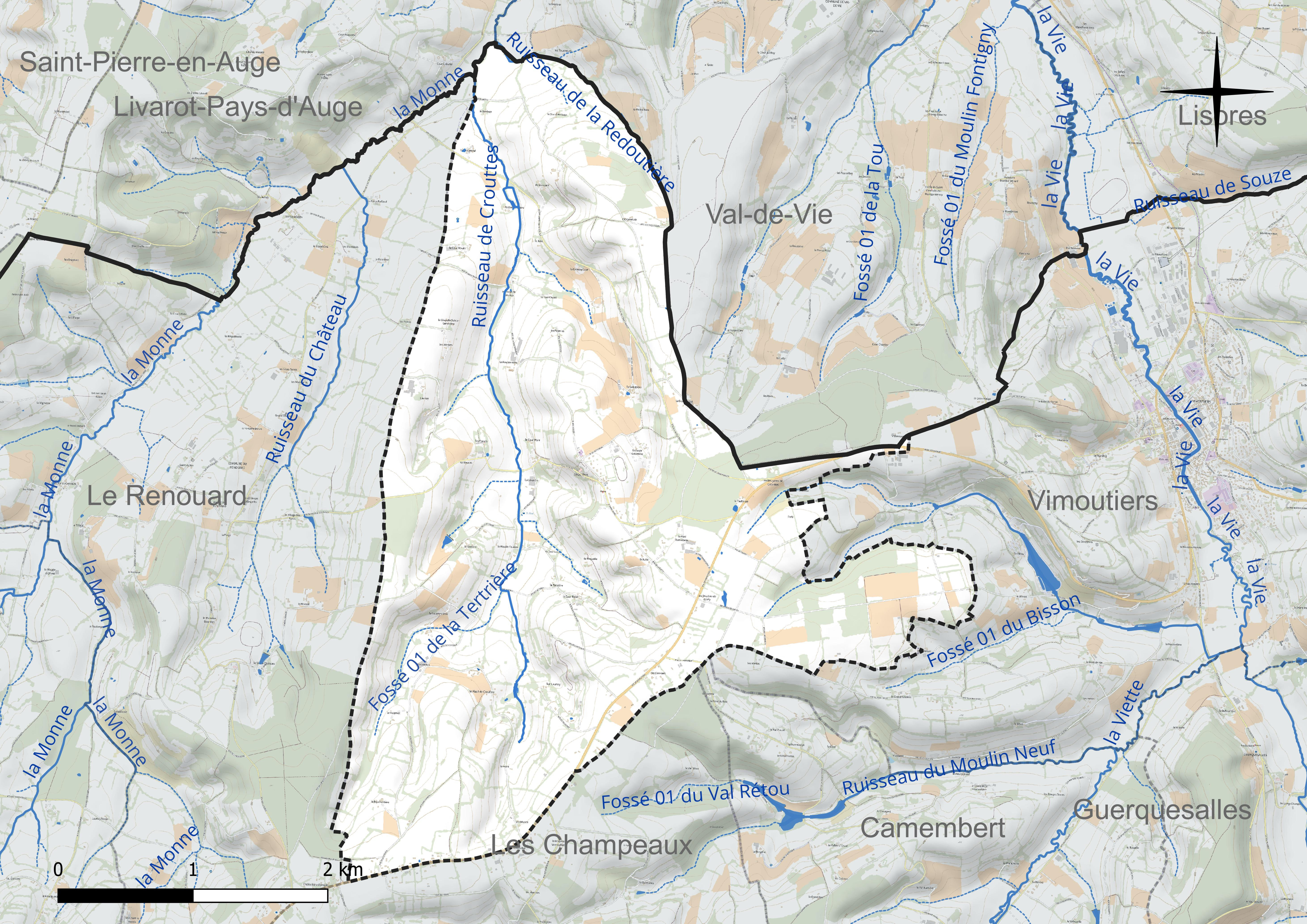
Réseau hydrographique de Crouttes.

### Climat
Pour des articles plus généraux, voir Climat de la Normandie et Climat de l'Orne.
En 2010, le climat de la commune est de type climat des marges montargnardes, selon une étude du CNRS s'appuyant sur une série de données couvrant la période 1971-2000. En 2020, Météo-France publie une typologie des climats de la France métropolitaine dans laquelle la commune est exposée à un climat océanique et est dans la région climatique Normandie (Cotentin, Orne), caractérisée par une pluviométrie relativement élevée (850 mm/a) et un été frais (15,5 °C) et venté. Parallèlement le GIEC normand, un groupe régional d’experts sur le climat, différencie quant à lui, dans une étude de 2020, trois grands types de climats pour la région Normandie, nuancés à une échelle plus fine par les facteurs géographiques locaux. La commune est, selon ce zonage, exposée à un « climat contrasté des collines », correspondant au Pays d’Auge, Lieuvin et Roumois, moins directement soumis aux flux océaniques et connaissant toutefois des précipitations assez marquées en raison des reliefs collinaires qui favorisent leur formation.
Pour la période 1971-2000, la température annuelle moyenne est de 10,1 °C, avec une amplitude thermique annuelle de 13,4 °C. Le cumul annuel moyen de précipitations est de 869 mm, avec 12,8 jours de précipitations en janvier et 8,1 jours en juillet. Pour la période 1991-2020, la température moyenne annuelle observée sur la station météorologique la plus proche, située sur la commune de Ticheville à 9 km à vol d'oiseau, est de 10,9 °C et le cumul annuel moyen de précipitations est de 826,1 mm,. Pour l'avenir, les paramètres climatiques de la commune estimés pour 2050 selon différents scénarios d’émission de gaz à effet de serre sont consultables sur un site dédié publié par Météo-France en novembre 2022.

## Urbanisme

### Typologie
Au 1er janvier 2024, Crouttes est catégorisée commune rurale à habitat très dispersé, selon la nouvelle grille communale de densité à sept niveaux définie par l'Insee en 2022.
Elle est située hors unité urbaine et hors attraction des villes,.

### Occupation des sols
L'occupation des sols de la commune, telle qu'elle ressort de la base de données européenne d’occupation biophysique des sols Corine Land Cover (CLC), est marquée par l'importance des territoires agricoles (94,2 % en 2018), en diminution par rapport à 1990 (96,7 %). La répartition détaillée en 2018 est la suivante : 
prairies (80,8 %), terres arables (13,5 %), forêts (5,8 %). L'évolution de l’occupation des sols de la commune et de ses infrastructures peut être observée sur les différentes représentations cartographiques du territoire : la carte de Cassini (XVIIIe siècle), la carte d'état-major (1820-1866) et les cartes ou photos aériennes de l'IGN pour la période actuelle (1950 à aujourd'hui).

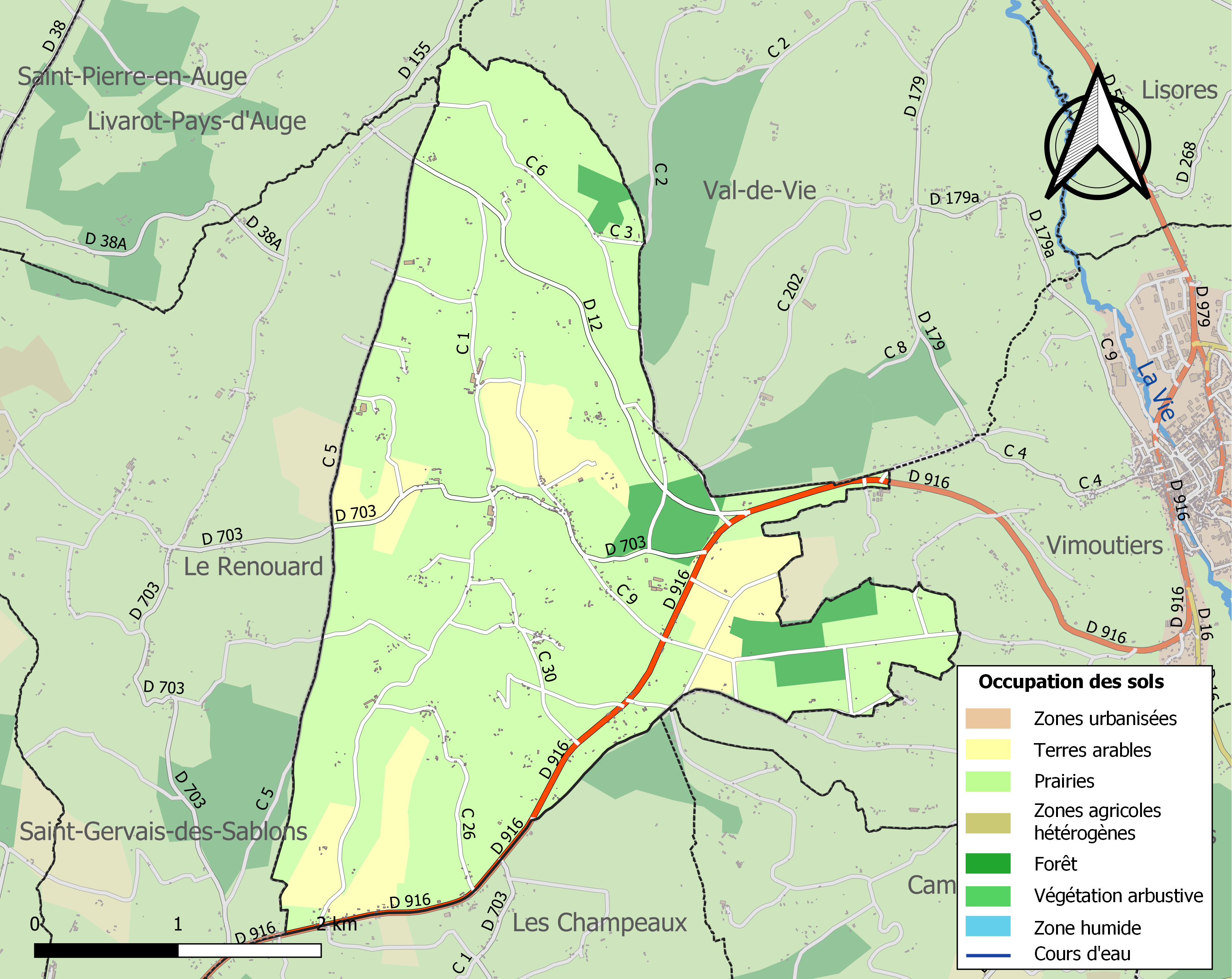
Carte des infrastructures et de l'occupation des sols de la commune en 2018 (CLC).

## Toponymie
Le nom de la localité est attesté sous la forme Cruptas vers 1025.
Variante du normand croute au pluriel, ce toponyme signifie clos (espaces de terres cultivées autour d'une maison  de  campagne).
Le gentilé est Croutésien.

## Histoire
L'affaire criminelle des amants diaboliques de Crouttes a eu pour protagonistes Hélène Maupoint, agricultrice alors âgée de 36 ans et son valet de ferme Henri Bouffay, de dix ans son cadet. Sur l'ordre de sa maîtresse, l'ouvrier agricole tua son patron, Gabriel Maupoint, dont il jeta le corps dans un puits le 8 mai 1948. Tous deux jugés aux assises de l'Orne en mai 1949, ils furent condamnés à mort mais graciés le 19 décembre 1949.

## Politique et administration
| Période                                  | Période  | Identité         | Étiquette | Qualité             |
| ---------------------------------------- | -------- | ---------------- | --------- | ------------------- |
| 1989                                     | En cours | Kléber Deslandes | SE        | Exploitant agricole |
| Les données manquantes sont à compléter. |          |                  |           |                     |

## Démographie
L'évolution du nombre d'habitants est connue à travers les recensements de la population effectués dans la commune depuis 1793. Pour les communes de moins de 10 000 habitants, une enquête de recensement portant sur toute la population est réalisée tous les cinq ans, les populations de référence des années intermédiaires étant quant à elles estimées par interpolation ou extrapolation. Pour la commune, le premier recensement exhaustif entrant dans le cadre du nouveau dispositif a été réalisé en 2007.
En 2022, la commune comptait 304 habitants, en évolution de −1,94 % par rapport à 2016 (Orne : −3,21 %, France hors Mayotte : +2,11 %).
| 1793 | 1800 | 1806 | 1821 | 1836 | 1841 | 1846 | 1851 | 1856 |
| ---- | ---- | ---- | ---- | ---- | ---- | ---- | ---- | ---- |
| 836  | 749  | 887  | 860  | 845  | 786  | 755  | 682  | 671  |

| 1861 | 1866 | 1872 | 1876 | 1881 | 1886 | 1891 | 1896 | 1901 |
| ---- | ---- | ---- | ---- | ---- | ---- | ---- | ---- | ---- |
| 665  | 627  | 545  | 567  | 538  | 550  | 507  | 470  | 458  |

| 1906 | 1911 | 1921 | 1926 | 1931 | 1936 | 1946 | 1954 | 1962 |
| ---- | ---- | ---- | ---- | ---- | ---- | ---- | ---- | ---- |
| 402  | 411  | 370  | 376  | 343  | 346  | 320  | 325  | 301  |

| 1968 | 1975 | 1982 | 1990 | 1999 | 2006 | 2007 | 2012 | 2017 |
| ---- | ---- | ---- | ---- | ---- | ---- | ---- | ---- | ---- |
| 328  | 217  | 201  | 216  | 257  | 285  | 288  | 306  | 306  |

| 2022 | - | - | - | - | - | - | - | - |
| ---- | - | - | - | - | - | - | - | - |
| 304  | - | - | - | - | - | - | - | - |

## Économie
L'économie principale de la commune est liée à l'élevage de bovins, à ses dérivés, ainsi qu'à l'exploitation des nombreux pommiers.

## Lieux et monuments

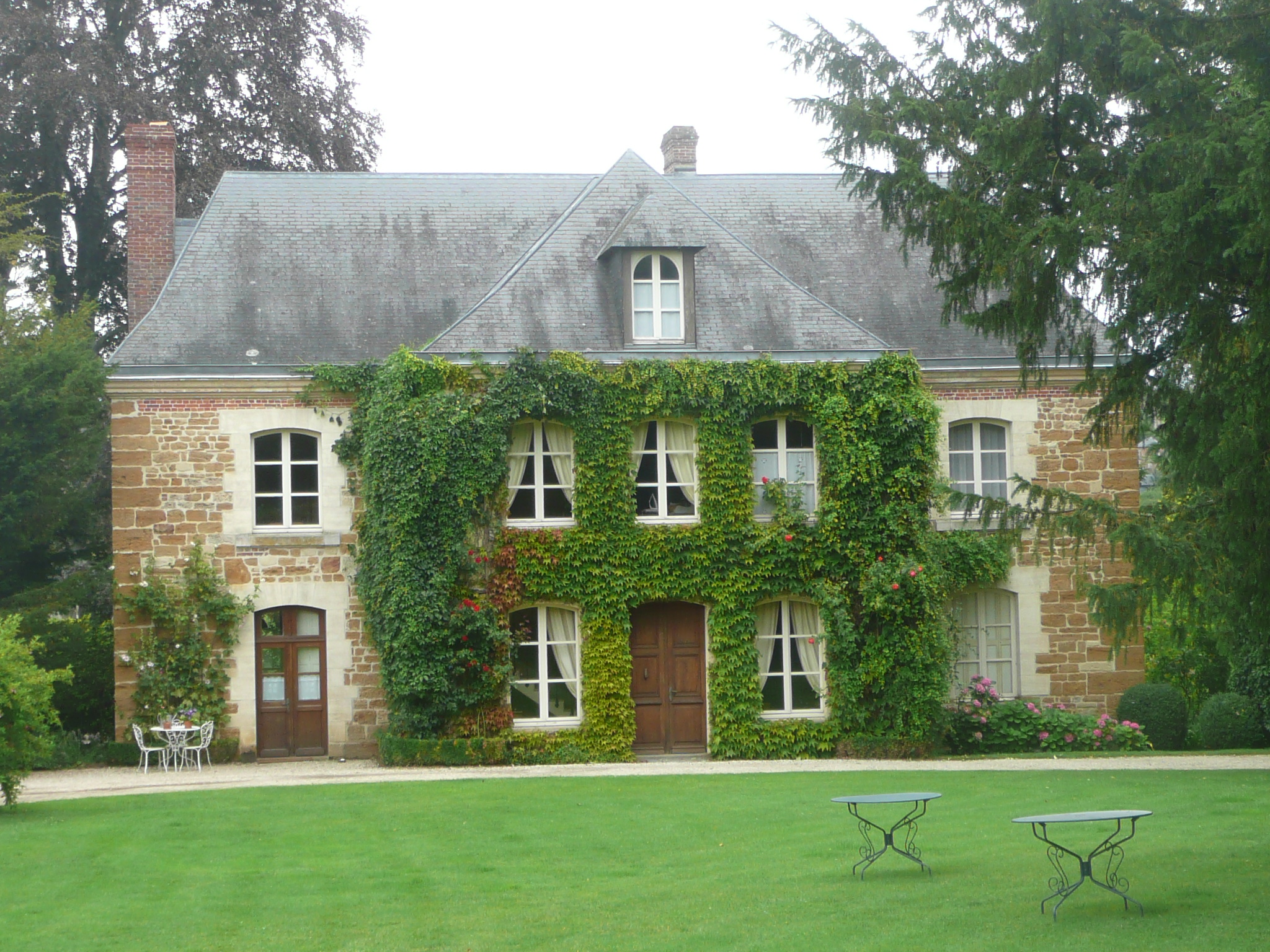
Le prieuré Saint-Michel.

- Le prieuré Saint-Michel, ancien prieuré bénédictin, fondé au Xe siècle par l’abbaye de Jumièges[30], classé monument historique[31].
- L'église paroissiale Saint-Michel.

## Personnalités liées à la commune
- François-Louis Hébert (1735 à Crouttes - 1792), religieux, confesseur de Louis XVI, massacré lors des évènements de septembre 1792.
- Marie Harel (1761 à Crouttes - 1818), inventrice du camembert.
- Charles-Alexandre Coëssin de la Fosse (1829-1910), artiste peintre, passa une grande partie de sa jeunesse dans la résidence familiale prieuré Saint-Michel (aujourd'hui transformé en gîte rural).
- Alfred Poussin (1834 à Crouttes - 1901), poète[32], auteur des Versiculets.
- Aimable Fouquerel (1903-1944), résistant, membre du réseau Comète.
- Maurice Balloche (1928 à Crouttes - 2004), footballeur.